# Eumyias sordidus
Eumyias sordidus là một loài chim trong họ Muscicapidae.